# Fosse poplitée
Pour les articles homonymes, voir Creux.

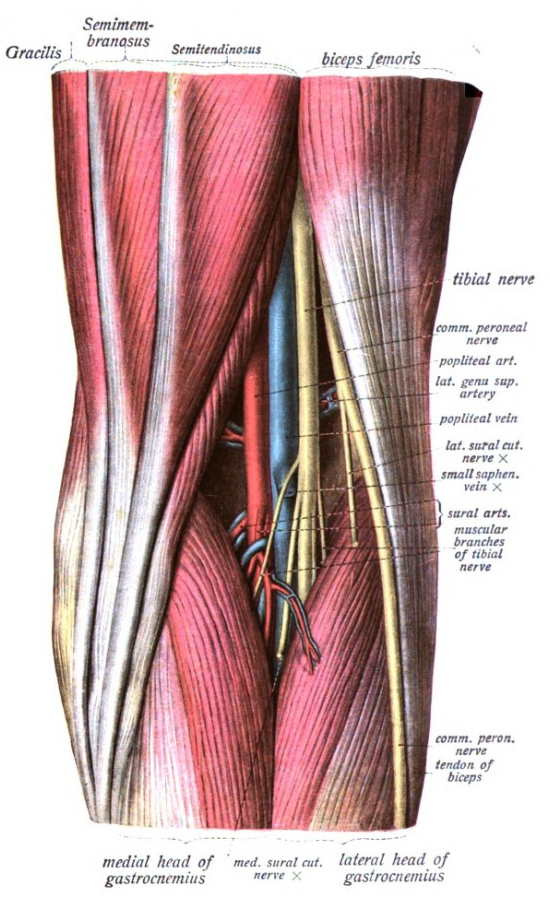
Fosse poplitée de la jambe droite. Illustration anatomique du Sobotta's Human Anatomy, 1908.

La fosse poplitée (ou creux poplité dans l'ancienne nomenclature) est une région anatomique située à l'arrière du genou, de forme losangique, communément appelée jarret. 

## Limites et rapports
La fosse poplitée est limitée en haut : médialement par les muscles semi-membraneux et semi-tendineux et latéralement par le muscle biceps fémoral.
Elle est limitée en bas : médialement par le chef médial du muscle gastrocnémien et latéralement par le chef latéral du muscle gastrocnémien et le muscle plantaire.
Sa face profonde est formée par face postérieure des condyles fémoraux, la capsule de l'articulation fémoro-tibiale, le ligament poplité oblique et le fascia du muscle poplité.
Sa face superficielle est constituée de la peau et du fascia superficiel. Ce dernier contient la veine petite saphène, les nerfs cutanés suraux latéral et médial.

## Contenu

### Vaisseaux sanguins
Les vaisseaux sanguins qui traversent la fosse poplitée sont:
- l'artère poplitée, issue de l'artère fémorale; son pouls peut être perçu au fond de la fosse poplitée (en portant ses doigts en crochets de part et d'autre du genou).

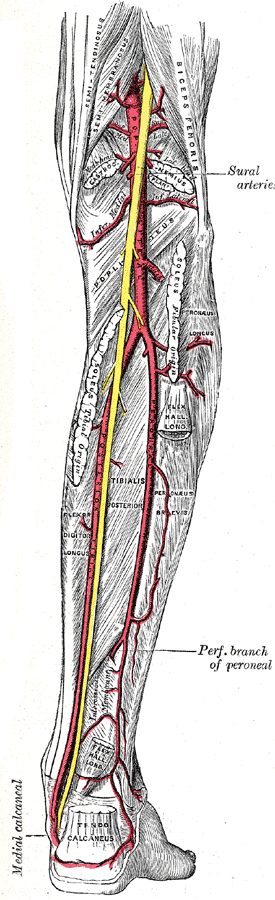
Vue postérieure du réseau artériel de la jambe.

- la veine poplitée, qui reçoit la veine petite saphène.

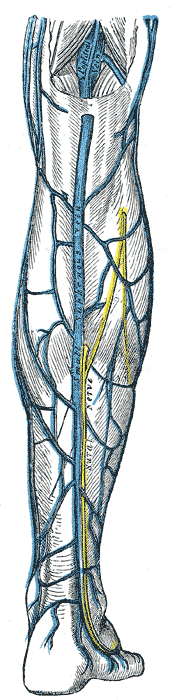
Vue postérieure du réseau veineux de la jambe.

### Nerfs
Le nerf sciatique se divise en deux branches au sommet de la fosse poplitée :
- le nerf fibulaire,
- le nerf tibial.

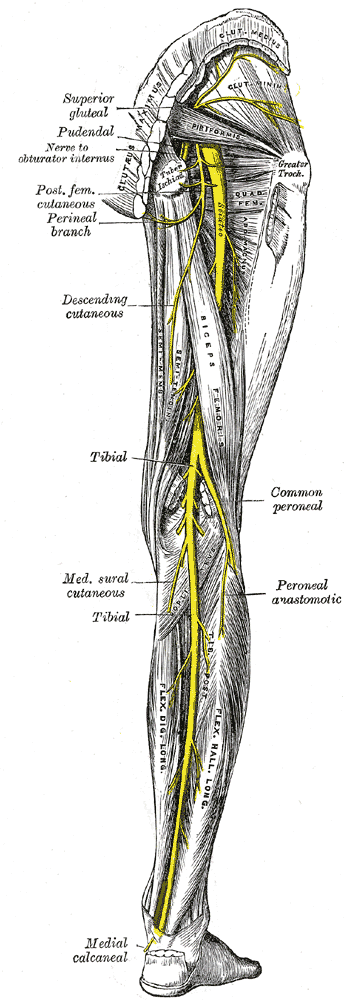
Vue postérieure des nerfs du membre inférieur.

## Pathologies
- Anévrisme poplité pouvant être à l'origine d'une ischémie aiguë du membre inférieur.
- Kyste poplité : kyste synovial
- Syndrome de l'artère poplitée piégée (en) : de sévérité variable.

## Anecdote
La fosse poplitée est notamment célèbre en tant que la cible du Coup de Jarnac, qui permit à Guy Chabot de Jarnac de triompher de François de Vivonne, seigneur de La Châtaigneraie.